# Farmacovigilancia

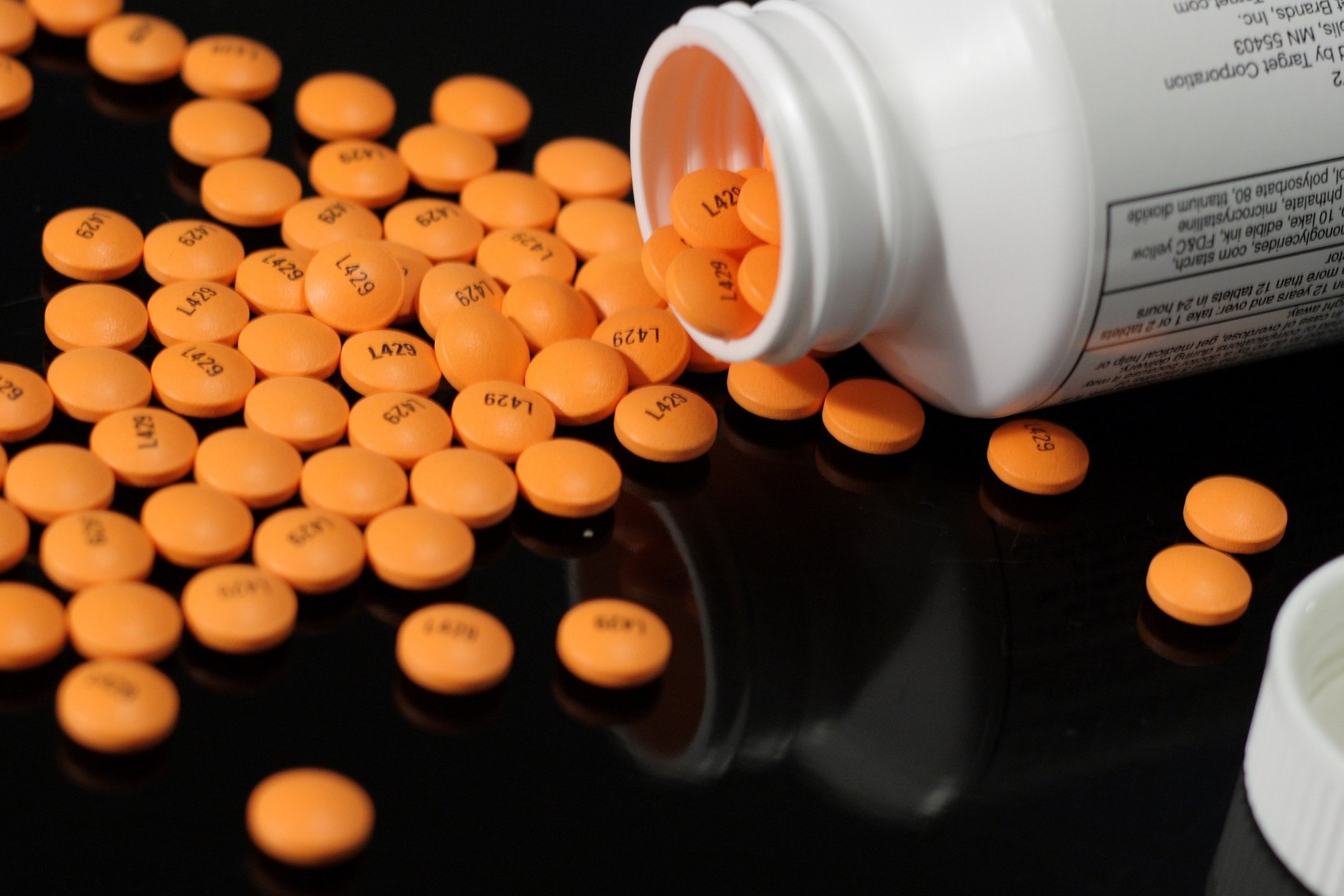
Pastillas de Aspirina.

La farmacovigilancia fue definida en 2002 por la Organización Mundial de la Salud (OMS) como la ciencia que trata de recoger, vigilar, investigar y evaluar la información sobre los efectos de los medicamentos, productos biológicos, plantas medicinales y medicinas tradicionales, con el objetivo de identificar información sobre nuevas reacciones adversas y prevenir los daños en los pacientes.

## Objetivo
Todos los medicamentos antes de empezar a comercializarse se prueban en ensayos clínicos. De forma muy controlada, van pasando por diferentes fases hasta su salida al mercado. Sin embargo, estos ensayos se realizan en un número reducido de personas, comparado con la cantidad y diversidad de pacientes que los utilizarán una vez estén disponibles en las farmacias: ancianos, embarazadas, pacientes recibiendo otros tratamientos, niños, etc. Estas situaciones, distintas a las llevadas a cabo en los ensayos clínicos, pueden traer consigo la aparición de nuevas reacciones adversas, que no aparecieron antes por la presencia de nuevas variables tales como la exposición prolongada, la interacción con otros fármacos, la baja frecuencia o simplemente porque determinados grupos, tales como los niños, no fueron incluidos en los ensayos. 
La farmacovigilancia se crea con el objetivo de supervisar los medicamentos contribuyendo a su uso seguro y racional mediante la evaluación permanente de sus riesgos. A la detección y evaluación de los riesgos asociados a los medicamentos una vez comercializados se suma la prevención. Se trata de una actividad compartida tanto por las autoridades sanitarias como por la industria farmacéutica y los profesionales de la salud, de manera que la contribución de todos cumple un papel fundamental en la monitorización y toma de decisiones sobre si un medicamento posee una relación beneficio/riesgo adecuada o bien ha de suspenderse su comercialización (prevención) o su uso, retirándolo del mercado.